# 정호성
정호성(1969년 ~ )은 대한민국의 대통령비서실 부속비서관을 지낸 인물이다. 안봉근·이재만과 함께 문고리 3인방으로 불렸다. 최순실 게이트에 대해 검찰 조사를 받고 있다.
현재는 박근혜 정부 제2대 정책조정수석비서관 안종범과 함께 피의자 신분으로 검찰에 출석을 해서 조사를 받았다. 현재는 최순실(장시호의 이모), 장시호(최순실의 조카), 안종범, 차은택, 송성각(차은택 감독의 지인)과 함께 검찰에 체포됐다. 현재는 최순실, 안종범과 함께 법원에 기소가 됐다. 안종범의 휴대전화 녹취록을 통해 특검에서 수사가 진행되고 있다.

## 경력
- 박근혜 국회의원 비서관
- 한나라당 특임촉탁위원
- 새누리당 사무행정보좌위원
- 새누리당 총무행정보좌위원
- 2013.03~2015.01 대통령비서실 제1부속비서관
- 2015.01~2016.10 대통령비서실 부속비서관
- 2024.05~2025.06 대통령비서실 시민사회수석실 시민사회3비서관